# سلطان محمد پسر بایسنقر
سلطان محمد، (درگذشته ۸۳۰ خورشیدی) یک حاکم تیموری بود که بر عراق عجم و فارس از سال ۸۲۶ خورشیدی تا هنگام مرگش فرمان می‌راند. او پسر بای‌سنقر میرزا پسر شاهرخ بود.
در طول آخرین سالهای حکومت شاهرخ، او حکومت خود را بر لرستان تا مرکز فارس آغاز کرد. بعد از مرگ شاهرخ او یکی از سه حاکم قدرتمند تیموری شد. (همراه با برادر ناتنی‌اش ابوالقاسم بابور از خراسان و عمویش الغ بیگ از فرارود) ۸۲۶ ۱۴۴۷ ۸۵۱

## خانواده
- پدر: سلطان غیاث‌الدین بای‌سنقر میرزا بهادرخان تیموری
  1. پدربزرگ: شاهرخ تیموری
    1. پدر پدربزرگ: تیمور لنگ
      1. پدربزرگ پدربزرگ: امیر تراغای
      2. مادربزرگ پدربزرگ: تکینا مه‌بیگم

  2. مادربزرگ: گوهرشاد بیگم
    1. پدر مادربزرگ: غیاث‌الدین ترخان
    2. مادر مادربزرگ: خانزاده بیگم
- همسران و فرزندان:
  - نامشخص
    - یادگار محمد میرزا

## شورش سلطان محمد
در واپسین سالهای پادشاهی شاهرخ ، سلطان محمد در ولایات خاوری امپراتوری تیموری شورشی برپا کرد. شاهرخ در ۱۴۴۶ توانست جلوی شورش را بگیرد و بسیاری از طرفداران آن را دستگیر کند ، ولی سلطان محمد به لرستان پناه برد. سلطان محمد پس از مرگ پدربزرگش از لرستان بازگشت و از آنجا كنترل فارس ميانه را در دست گرفت.
وی به همراه برادر ناتنی خود ابوالقاسم بابر میرزا در خراسان و عمویش الغ بیگ در فرارود ، به یکی از سه فرمانروای قدرتمند امپراتوری در هم شکسته تیموری بدل شد.

## جنگ با ابوالقاسم بابر
سلطان محمد که مشتاق گسترش دامنه مرزهای خود بود ، به زودی جنگی را با برادرش میرزا ابوالقاسم بابر آغاز و به خراسان حمله کرد.

در آغاز لشگرکشی به خوبی پیش رفت. در سال ۱۴۵۰ وی برادرش را در مشهد شکست داد و به دنبال آن برخی از زمینهای خود را به وی واگذار کرد. به زودی اوضاع به سمت جنوب چرخید و او توسط میرزا ابوالقاسم بابر ، که او را اعدام کرد ، اسیر شد.

میرزا ابوالقاسم بابر سپس سرزمین های سلطان محمد را تصرف کرد ، اما به زودی آنها را به دست ترکمن های قره قویونلو تحت فرماندهی جهان شاه از دست داد. پسرش یادگار محمد میرزا بود که به مدت شش هفته فرمانروای خراسان شد.